# Svojnovo
Svojnovo (cyr. Својново) – wieś w Serbii, w okręgu pomorawskim, w gminie Paraćin. W 2011 roku liczyła 1233 mieszkańców.